# Scotophaeus rebellatus
Scotophaeus rebellatus är en spindelart som först beskrevs av Simon 1880.  Scotophaeus rebellatus ingår i släktet Scotophaeus och familjen plattbuksspindlar. Inga underarter finns listade i Catalogue of Life.